# Mark Gregory
Mark Gregory (nacido como Marco De Gregorio, 2 de mayo de 1964-31 de enero de 2013) fue un actor de cine italiano.

## Carrera profesional
Gregory trabajaba de camarero, antes de ser descubierto en un gimnasio en Roma. Después de que su prometida enviara su foto a Fulvia Film, fue elegido de entre unos 2000 candidatos para el papel de Trash en la película de acción y ciencia ficción de 1982 1990: los guerreros del Bronx, protagonizado junto a Christopher Connelly y Fred Williamson. La película se inspiró en gran medida en Mad Max 2 (1981) y The Warriors (1979). En la película Adán y Eva, la primera historia de amor (1983), interpretó al personaje bíblico Adán. Su apariencia de tez oscura resultó en que lo eligieran para interpretar a un nativo estadounidense vengativo en la película de acción de 1983 Thunder, inspirada en First Blood. Protagonizó la película Delta Force Commando (1988), protagonizada nuevamente junto a Fred Williamson.
El último papel actoral de Gregory fue un papel protagónico en Afganistan - The Last War Bus (1989).

## Vida personal
Según los documentos de trabajo de su primera película, 1990: los guerreros del Bronx, Gregory nació como Marco De Gregorio; durante mucho tiempo, algunas fuentes informaron incorrectamente que su nombre de nacimiento era Marco Di Gregorio. Su padre era pintor y escultor. Creció en el área de Puerta Pía/Piazza Fiume en Roma. Según la misma documentación, al momento del rodaje de 1990: los guerreros del Bronx, Gregory no tenía 17 años, como también se informó comúnmente, sino que había cumplido 18 recientemente.
Después del rodaje de Afganistan - The Last War Bus, Gregory abandonó la industria cinematográfica. Según uno de sus coprotagonistas en esa película, Bobby Rhodes, «En cierto momento él (Mark Gregory) aborreció este ambiente (de la industria del cine) y se retiró... así, de repente. Ahora es pintor y madonnaro. No sé qué lo desilusionó y lo empujó a cortar todo drásticamente, pero una cosa es cierta: no quiere saber nada más de cine; es raro, porque Marco se dio por vencido justo cuando estaba en el apogeo de su carrera, cuando empezaba a cobrar bien...».
Tras el final de su carrera cinematográfica, Gregory en algún momento fue víctima de una estafa que lo llevó a perder su casa y todo lo que poseía. Posteriormente, se mudó a Castel Madama, pero siempre luchó con problemas financieros y psicológicos. El 31 de enero de 2013, se quitó la vida por una sobredosis de psicofármacos.

## Filmografía
- 1990: los guerreros del Bronx (1982) como Trash.
- Adán y Eva, la primera historia de amor (1983) como Adán.
- Escape del Bronx (1983) como Trash.
- Thunder (1983) como Thunder.
- Thunder 2 (1987) como Thunder.
- Thunder 3 (1988) como Thunder.
- Missione finale (1988) como Jason.
- Un maledetto soldato (1988) como Mark.
- Afganistan - The Last War Bus (1989) como Johnny Hondo.